# سيرجيو كامارغو
سيرجيو كامارغو (بالإسبانية: Sergio Camargo)‏ (16 أغسطس 1994 في كولومبيا - ) هو لاعب كرة قدم كولومبي في مركز الوسط. لعب مع نادي تورونتو.

## وصلات خارجية
- سيرجيو كامارغو على موقع قاعدة بيانات كرة القدم.إي يو (الإنجليزية)
- سيرجيو كامارغو على موقع Soccerway.com (الإنجليزية)